# Muíños

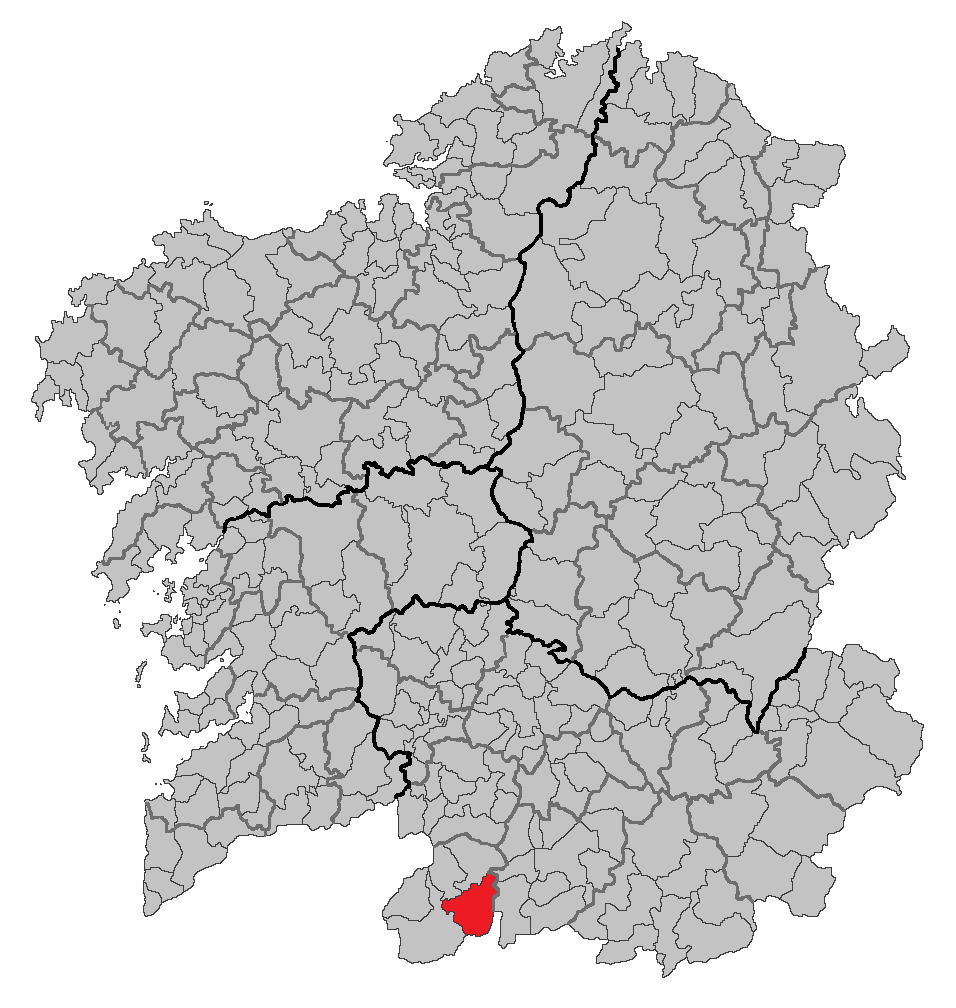
Vị trí của Muíños in Galicia.

Muíños là một đô thị trong tỉnh Ourense, thuộc vùng Galicia ở tây bắc Tây Ban Nha. Dân số 2015 (Spanish 2001 Census) và diện tích 110 km².